# 대전일보
대전일보(大田日報)는 대한민국 충청권의 일간신문으로 충청투데이와 중도일보와 함께 대전지역의 3대 신문 중의 하나이다. 1950년 8월 전시속보를 시작으로 창간되었다. 현재 남재두가 회장을, 강영욱이 대표이사겸 사장을 맡고 있다.

## 역사
대전일보는 1950년 전시 특보판으로 발행을 시작하였다. 1965년과 1968년 반국가단체 찬양고무와 반공법위반 혐의로 기자들이 구속되는 필화사건을 겪었다. 1975년 5월에는 대한민국 언론 최초로 국세청 본청 특수조사국의 세무조사를 받기도 하였다. 1973년 옛 중도일보를 인수하여 통합하였다.
1963년 남정섭 회장이 주식을 매수하여 경영권을 확보한 후 아들 남재두, 손자 남정호로 경영권이 승계되고 있다. 현재 사장은 남재두 전사장의 셋째 딸 남상현이다.

### 연보
- 1950. 08. 27   전시속보판 발간
- 1950. 10. 03   초대 임지호사장 취임
- 1950. 11. 11   공보부 정식등록 타블로이드 2면 발행
- 1951. 09. 12   주식회사 대전일보사 출범
- 1952. 09. 01   타블로이드 배판 2면 발행
- 1959. 11. 01   소년 대전일보판 발행
- 1963. 01. 24   제6대 남정섭사장 취임, 현대식 고속윤전기 마리노니 설치 주 26면 발행
- 1965. 03. 05   김정욱 편집부장 필화사건
- 1965. 10. 03   지령 5000호 발행
- 1968. 07. 15   이지영기자 반공법관련 필화사건
- 1969. 02. 10   IKEGAI 고속색도(5색도)윤전기 도입
- 1970. 03. 01   주 36면증면 발행
- 1970. 04. 24   첫 컬러판 발행
- 1970. 12. 02   춘추클럽(대전일보, 영남일보, 강원일보, 국제신문, 전남매일)창립
- 1973. 05. 25   중도일보 매수통합 후 충남일보(忠南日報)로 제호 변경
- 1974. 11. 01   매일 8면(주48면) 발행
- 1975. 05. 01   국세청 본청 세무사찰
- 1976. 07. 05   남정섭회장 취임. 제 7대 남재두사장 취임
- 1978. 01. 01   대전일보로 제호 환원
- 1988. 04. 01   매일 16면으로 증면
- 1989. 08. 07   48면(칼라12면, 흑백 36면) 최신 고속컬러오프세트 윤전기 도입
- 1990. 07. 27   전면 CTS로 신문제작
- 1996. 03. 01   매일 28면으로 증면
- 1996. 10. 01   제호 한글 대전일보로 변경, 가로쓰기 전지면 확대
- 1996. 12. 16   조간체제로 전환
- 2000. 05. 11   인터넷 뉴스전문 사이트 '이 타임스 넷' 창립(주주사)
- 2004. 01. 26   자매지 대전플러스 창간
- 2004. 06. 11   남재두 회장 취임
- 2008. 03. 25   제 14대 신수용 사장 취임[4]
- 2011. 04. 04   제 15대 남상현 사장 취임[4]

## 문화행사
대전일보는 충청권의 영향력 있는 언론으로 지역의 다양한 문화행사를 후원하고 있다.
- 대전 3대하천 마라톤대회
- 신년교례회
- 대전일보 신춘문예
- 유관순마라톤대회
- 안면도마라톤대회
- 대전일보국제사진대전
- 전국부부 골프대회
- 충무기 전국 마스터즈 수영대회

## 통계
| 년도                          | 발행 부수 (대전) | 발행 부수 (충남) | 비고 |
| ----------------------------- | ---------------- | ---------------- | ---- |
| 2009년                        | 16,629           | 26,552           |      |
| 2011년                        | 19,740           | 18,287           |      |
| 2013년                        | 18,541           | 17,270           |      |
| 2015년                        | 18,371           | 16,989           |      |
| 2017년                        | 18,193           | 15,782           |      |
| 출처: 한국ABC협회, 미디어오늘 |                  |                  |      |

## 같이 보기
- 대전광역시의 신문